# Quận Clay, Kentucky
Quận Clay là một quận thuộc tiểu bang Kentucky, Hoa Kỳ.
Quận này được đặt tên theo. Theo điều tra dân số của Cục điều tra dân số Hoa Kỳ năm 2000, quận có dân số người. Quận lỵ đóng ở.

## Địa lý
Theo Cục điều tra dân số Hoa Kỳ, quận có diện tích km2, trong đó có km2 là diện tích mặt nước.

## Thông tin nhân khẩu
Theo điều tra dân số 2 năm 2000 của Cục điều tra dân số Hoa Kỳ, quận đã có dân số có 24.556 người, 8.556 hộ gia đình, và 6.442 gia đình sống trong quận hạt. Mật độ dân số là 52 người trên một dặm vuông (20/km ²). Có 9.439 đơn vị nhà ở với mật độ trung bình 20 trên một dặm vuông (8/km ²). Cơ cấu chủng tộc của dân cư sinh sống trong quận này bao gồm 93,92% người da trắng, 4,80% da đen hay Mỹ gốc Phi, 0,21% người Mỹ bản xứ, 0,12% châu Á, Thái Bình Dương 0,02%, 0,23% từ các chủng tộc khác, và 0,71% từ hai hoặc nhiều chủng tộc. 1,36% dân số gốc Tây Ban Nha hay châu Mỹ La Tinh thuộc bất kỳ chủng tộc nào.
Có 8.556 hộ, trong đó 36,90% có trẻ em dưới 18 tuổi sống chung với họ, 58,60% là đôi vợ chồng sống với nhau, 12,40% có nữ hộ và không có chồng, và 24,70% là không lập gia đình. 22,50% hộ gia đình đã được tạo ra từ các cá nhân và 9,00% có người sống một mình 65 tuổi hoặc lớn tuổi hơn. Cỡ hộ trung bình là 2,62 và cỡ gia đình trung bình là 3,06 người.
Sự phân bố tuổi là 25,40% dưới độ tuổi 18,% 9,20 18-24, 32,60% 25-44, 22,50% từ 45 đến 64, và 10,30% từ 65 tuổi trở lên người. Độ tuổi trung bình là 35 năm. Đối với mỗi 100 nữ có 111,70 nam giới. Đối với mỗi 100 nữ 18 tuổi trở lên, đã có 112,60 nam giới.
Thu nhập trung bình cho một hộ gia đình trong quận đã đạt mức USD 16.271, và thu nhập trung bình cho một gia đình là USD 18.925. Phái nam có thu nhập trung bình USD 24.164 so với 17.816 USD của phái nữ. Thu nhập bình quân đầu người của dân cư quận là 9.716 USD. Có 35,40% gia đình và 39,70% dân số sống dưới mức nghèo khổ, bao gồm 47,60% những người dưới 18 tuổi và 31,30% của những người 65 tuổi hoặc hơn. thu nhập bình quân đầu người của huyện, thu nhập trung bình hộ gia đình làm cho nó một trong những huyện nghèo nhất tại Hoa Kỳ. Trong số các quận có dân số bao gồm một đa số thuộc sắc dân da trắng, đó là những người nghèo nhất bởi thu nhập bình quân đầu người và thứ hai quận khác trong khu vực cùng Kentucky, Owsley County, bởi thu nhập trung bình.